# جفنا (سريلانكا)
جفنا (بالإنجليزية: Jaffna)‏ هي مدينة من مدن سريلانكا تقع في مقاطعة جفنا في الإقليم الشمالي . يبلغ عدد سكانها 88,138 نسمة وذلك حسب إحصائيات سنة 2012. كانت بين القرنين 13 و 17 عاصمة مملكة جفنا التاميلية. تعتبر حاليا أهم حاضرة للثقافة التاميلية في سريلانكا.

## التسمية
اسم المدينة بالتانلية யாழ்ப்பாணம் (تنطق يازبانام)، و بالسنهالية යාපනය (و تنطق يابانايا). للتسميتين نفس التأثيل بمعنى مدينة عازف القيثار، نسبة إلى أسطورة تحكي بأن ملكا كان قد أهدى الأرض الواقعة في شبه جزيرة جفنا لعازف قيثار أعمى.

## المعالم التاريخية
- معبد كانداسوامي: و هو معبد هندوسي، بني سنة 948.
- قلعة جفنا: و التي بنيت سنة 1618 من طرف المستعمرين البرتغاليين.
- مكتبة جفنا: المبنية وفق طراز معماري مغولي، و التي كانت تعتبر من أغنى مكتبات جنوب آسيا، قبل أن يتم إحراقها سنة 1981، إثر أعمال شغب. أعيد افتتاحها سنة 2004، و تم إعادة تموبنها بالكتب عبر هبات.

## المناخ
مناخ جفنا استوائي ، بدون فصل جاف. متوسط الحرارة هو 27 درجة مئوية. يمتد تهاطل الأمطار على طول السنة في المدينة، و تبلغ ذروتها بين شهري أكتوبر و دجنبر بمجموع تسافطات سنوي يناهز 1270 ميلمتر (إحصائيات 2014).

## السكان
قبل اندلاع الحرب الأهلية بين الجيش السريلانكي و انفصاليي نمور التاميل، في بداية الثمانينات، كانت جفنا ثاني مدن سريلانكا سكانا. بسبب النزوح الاضطراري و اللجوء، أصبحت تحتل المرتبة 12 ب 138 88 نسمة، حسب إحصائيات 2012.
أغلب سكان المدينة من التامليين (أكثر من 90 بالمائة)، إضافة غلى أقليات من عرب سريلانكا و البورغر، أحفاد المستزطنين الأوروبيين.

## أعلام
- شاهول حميد حسب الله
- ك. إس. رجا
- أرنولد مول

## وصلات خارجية
- الموقع الإلكتروني للمجلس البلدي لجفنا